# Ameerega ingeri
Ameerega ingeri е вид земноводно от семейство Дърволази (Dendrobatidae). Видът е критично застрашен от изчезване.

## Разпространение
Разпространен е в Колумбия.